# 圣沙马西
圣沙马西（法語：Saint-Chamassy，法語發音：[sɛ̃ ʃamasi]）是法国多尔多涅省的一个市镇，属于萨拉拉卡内达区。

## 地理
圣沙马西（44°52'22"N, 0°55'39"E）面积15.6 平方千米，位于法国新阿基坦大区多爾多涅省，该省份为法国西南部内陆省份，是法國本土面积第三大的省，大致对应佩里戈尔地区，北起顺时针与夏朗德省、上维埃纳省、科雷兹省、洛特省、洛特-加龙省、吉倫特省和滨海夏朗德省接壤。
与圣沙马西接壤的市镇（或旧市镇、城区）包括：勒比格、欧德里克斯、库克斯和比加罗克-穆藏斯、勒比松德卡杜安、多尔多涅河畔阿勒、利默伊。

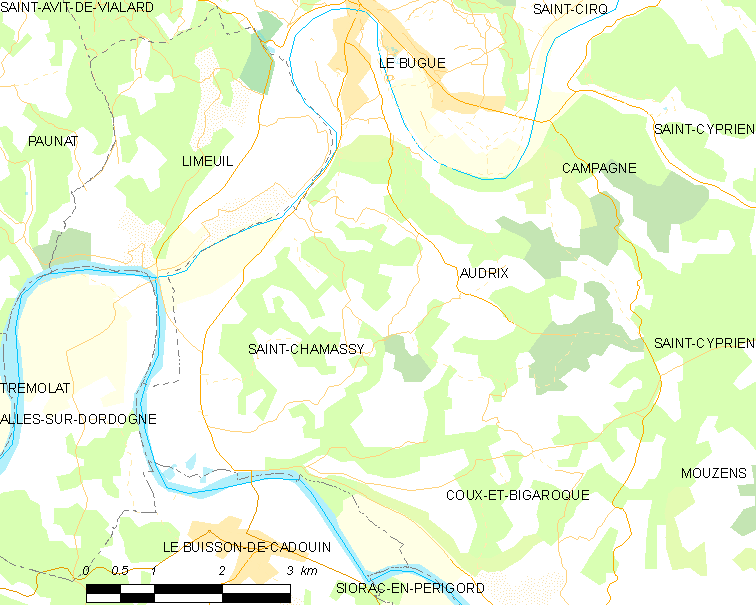
圣沙马西的OSM定位图

圣沙马西的时区为UTC+01:00、UTC+02:00（夏令时）。

## 行政
圣沙马西的邮政编码为24260，INSEE市镇编码为24388。

## 政治
圣沙马西所属的省级选区为人谷县。

## 人口

1962-2008年间圣沙马西人口变化图示

圣沙马西于2022年1月1日时的人口数量为496人。